# Stazione di Ripafratta
La stazione di Ripafratta è una fermata ferroviaria ubicata sulla ferrovia Lucca-Pisa nella frazione di Ripafratta del comune di San Giuliano Terme.

## Storia
La stazione fu inaugurata il 25 settembre 1846, contestualmente all'apertura della tratta Lucca-Bagni di San Giuliano della costruenda ferrovia internazionale Lucca-Pisa quale località ferroviaria di confine fra il Ducato di Lucca ed il Granducato di Toscana in cui sorgeva la dogana di Cerasomma.
Il primitivo fabbricato viaggiatori fu progettato dall'ingegnere tedesco Enrico Pohlmeyer ed era dotato di una lunga pensilina larga 8 metri, con tetto a capriate in legno rivestito da elementi in cotto che poggiava su 16 arcate fra pilastri in mattoni a vista e ricopriva il binario di corsa; l'edificio vero e proprio presentava anch'esso un'analoga fila di arcate sul portico esterno. Di tale fabbricato rimane oggi una porzione ancora ben riconoscibile, individuabile a sud rispetto all'impianto in esercizio.

Il primo fabbricato viaggiatori, ubicato alla progressiva chilometrica 51+982, venne chiuso nel 1909 a favore dell'apertura di un nuovo edificio, più piccolo e dotato di un raddoppio per l'incrocio fra i convogli ferroviari.
Nel 1960 il piazzale della stazione, che da tempo era stata ricostruita più a nord rispetto al precedente impianto ottocentesco venne elettrificato, come l'intera linea, alla tensione continua di 3.000 V.
Allo scopo di automatizzare gli impianti, negli anni novanta l'esercizio della Lucca-Pisa venne significativamente modificato: il 1º dicembre 1993 si attivò il blocco elettrico conta-assi e, al termine del tratto in cui questa corre parallela al binario della Lucca-Viareggio, il posto di movimento Montuolo, dotato di doppia comunicazione per consentire l'uso indifferente dei due binari. Contestualmente, le stazioni di Ripafratta e San Giuliano vennero trasformate in fermate impresenziate mentre quella di Rigoli, che da tempo aveva subito la medesima trasformazione, fu nuovamente trasformata in stazione con la riattivazione del binario d'incrocio.
Dal gennaio 2024, lo spazio prospiciente la stazione è stato adibito a terminal delle due linee di autobus 60 (Pisa-Ripafratta) e 67 (Lucca-Ripafratta) del gestore AT-bus.

## Strutture e impianti
La trasformazione in fermata impresenziata avvenuta alla fine del Novecento ha comportato la soppressione di tutti gli impianti residui di quello che un tempo rappresentava un importante scalo internazionale, compreso lo scalo merci.
Il lato nord dell'impianto era sovrastato da un ponte ad arco in cemento armato che scavalcava il binario 1, soppresso, ed il binario 2, unico in servizio quasi perpendicolarmente e continua superando l'Ozzeri ed il Serchio, rappresentando anch'esso una vestigia di archeologia industriale, in quanto parte dell'originario tracciato della autostrada A11 che negli anni sessanta fu ricostruita più a nord. La parte del ponte sul tracciato ferroviario è stato demolito nell'agosto del 2020, ormai pericoloso per la circolazione ferroviaria.

## Movimento
Ripafratta è servita dalle relazioni regionali Trenitalia svolte nell'ambito dei contratti di servizio stipulati con la Regione Toscana denominati, come detto, "Memorario".
La cadenza base delle corse, in entrambe le direzioni, è di 30 minuti.

## Interscambi
- Fermata autobus per Lucca e Pisa gestita da Autolinee Toscane.

## Galleria d'immagini

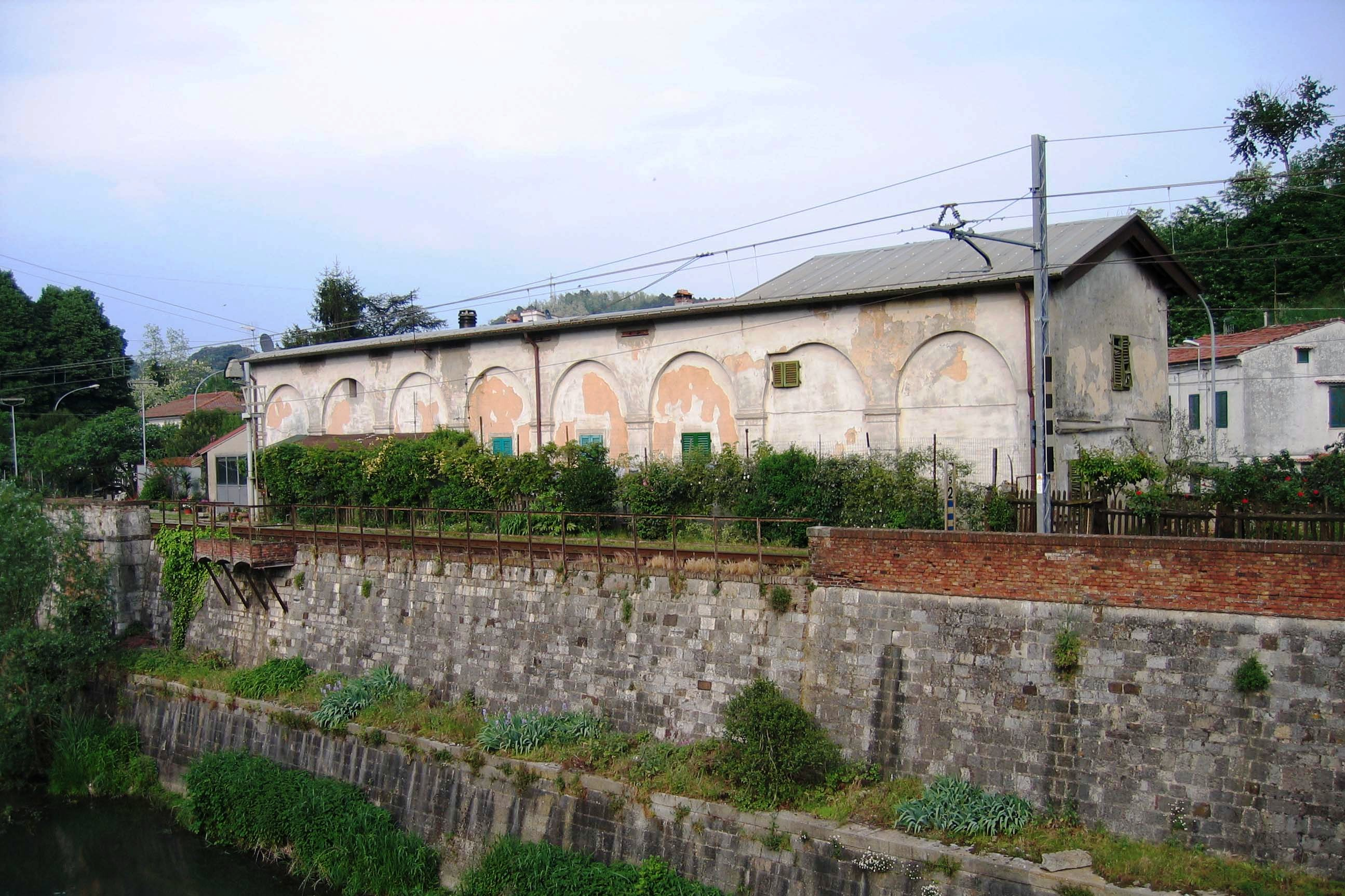
L'ex edificio della stazione
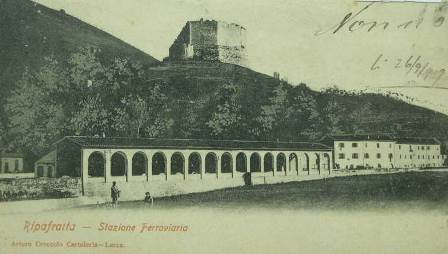
Il fabbricato originario in una cartolina d'epoca
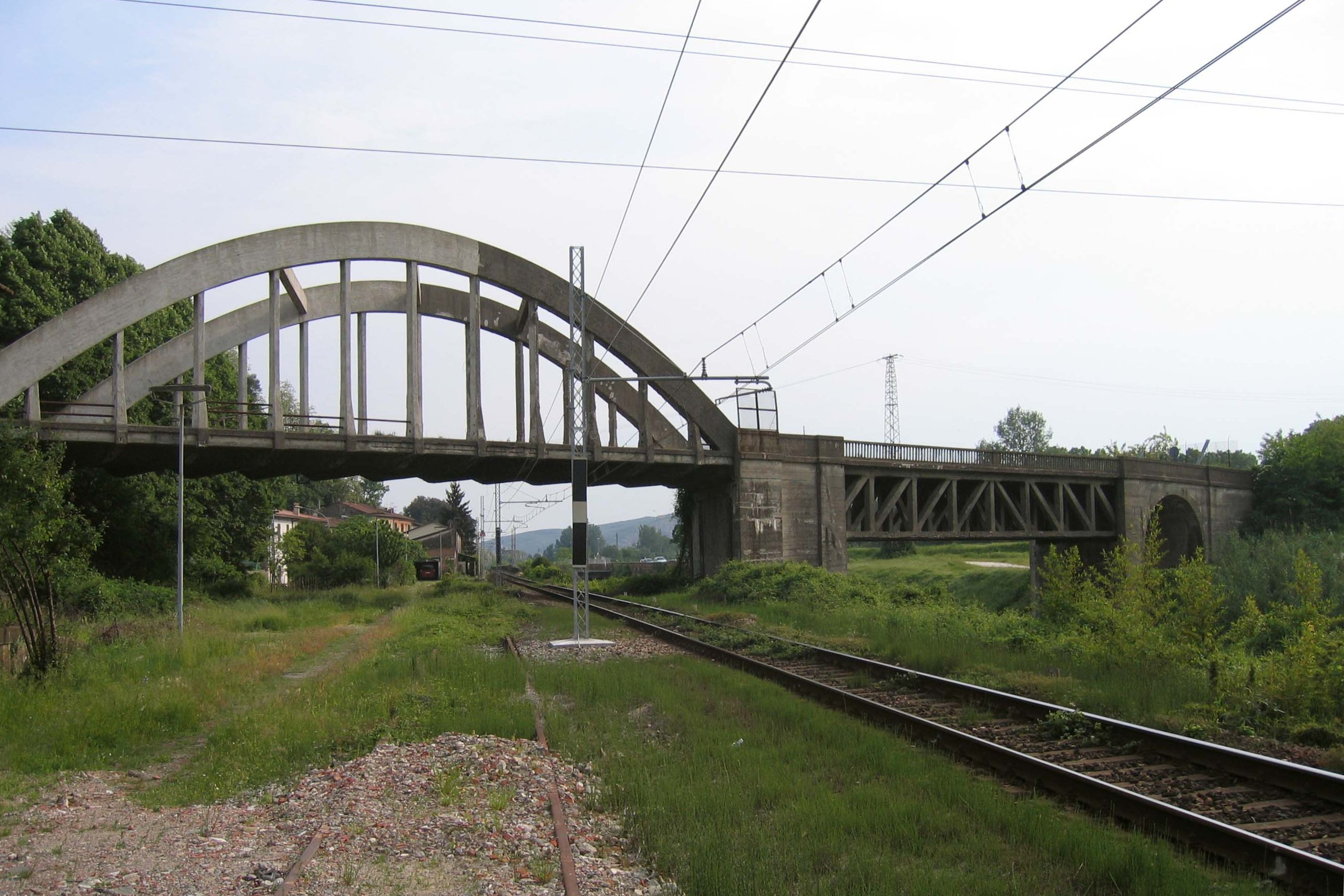
L'ex viadotto autostradale (in parte demolito il 2 agosto 2020)
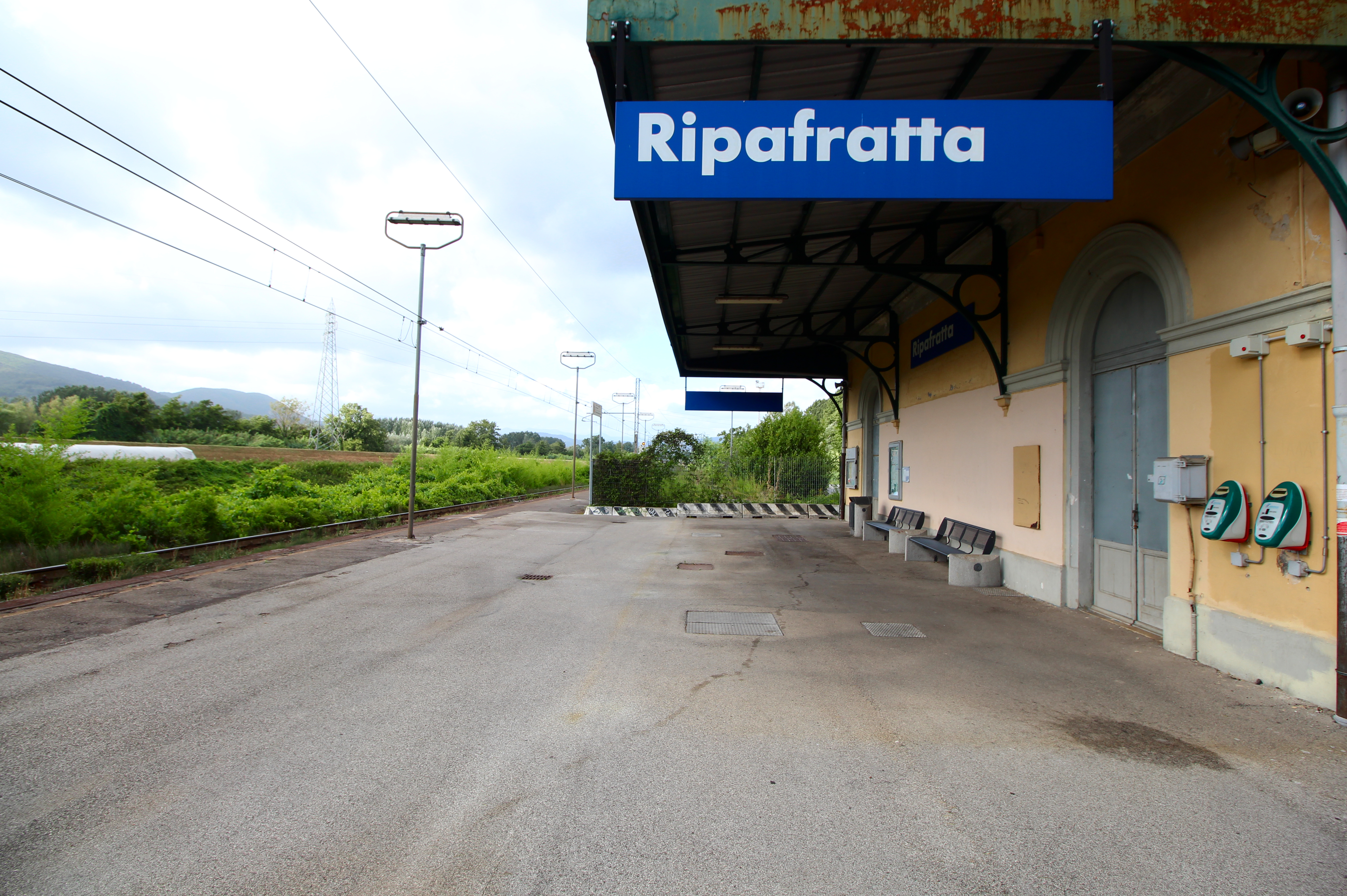
La stazione nel 2017
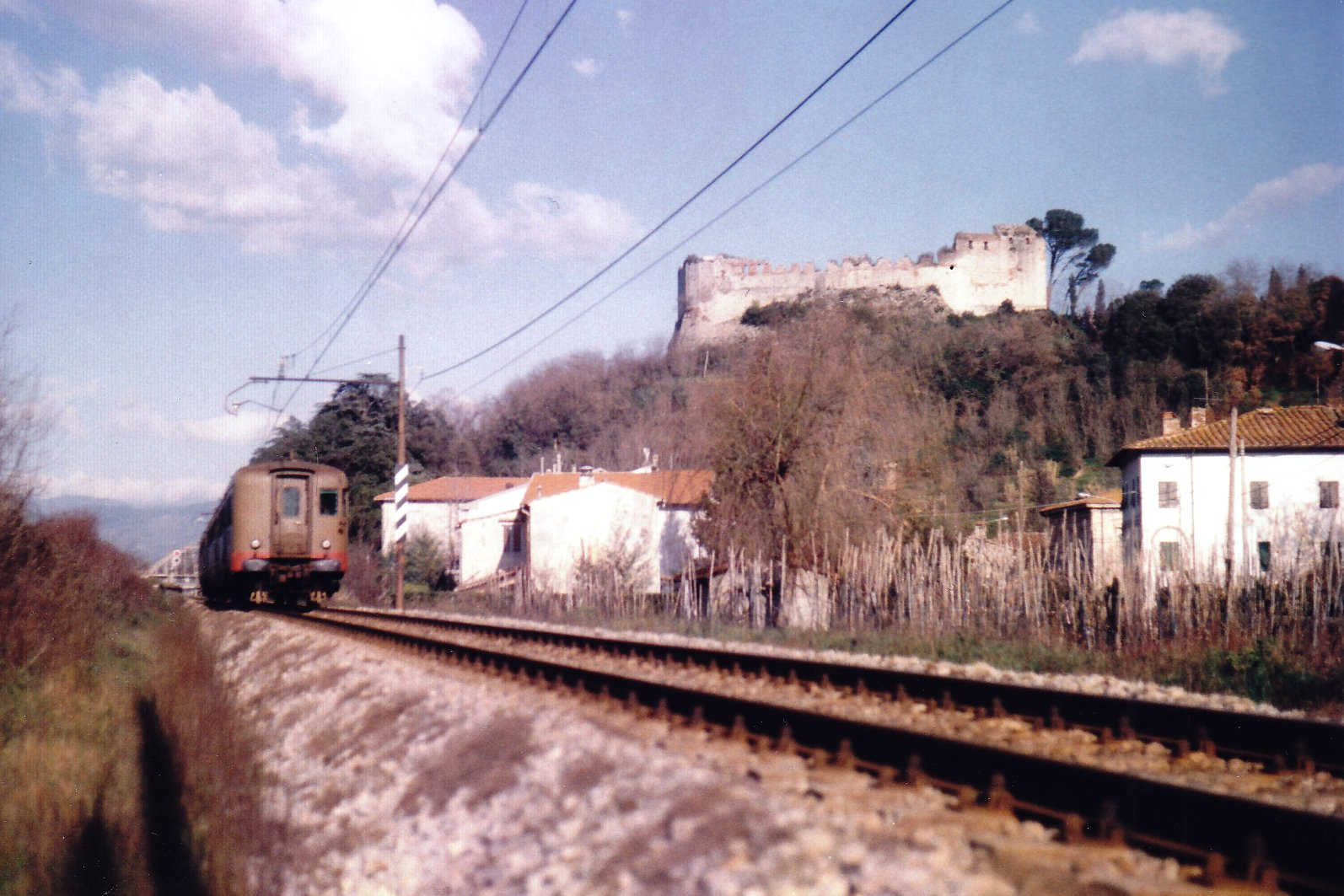
Transito nel 1988
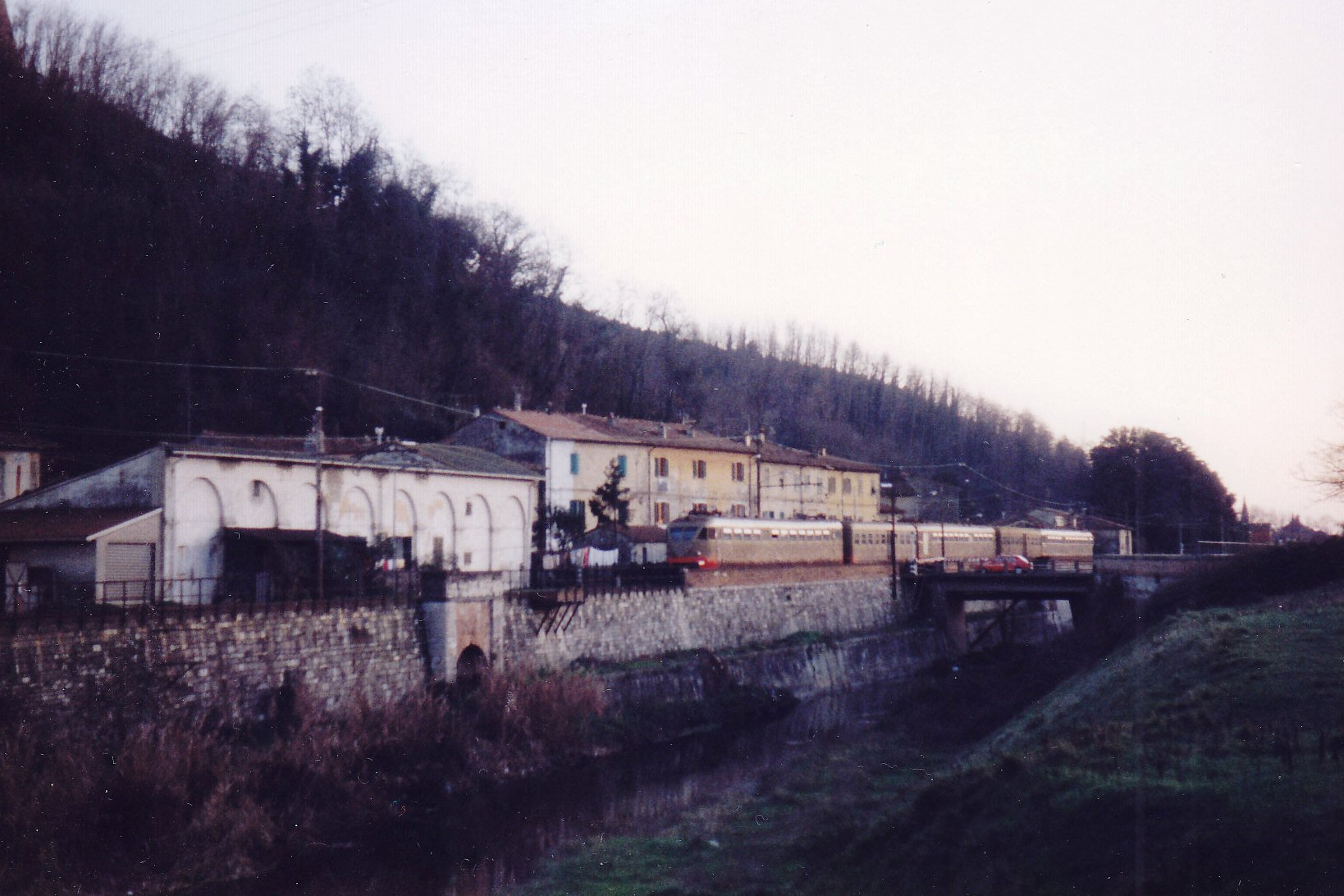
L'antico edificio nel 1988
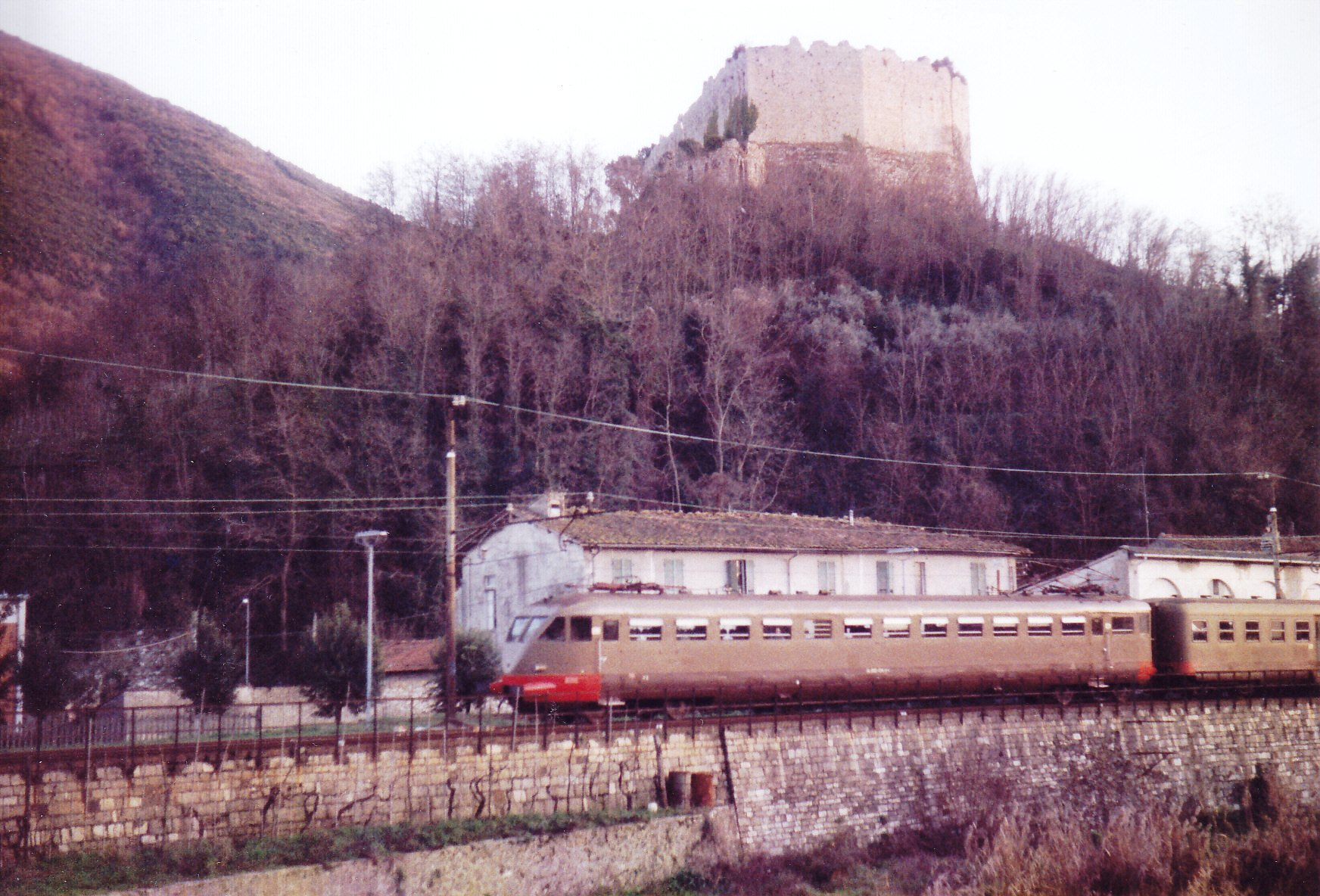
Transito nel 1988